# 진설
진설(陳設)이란 제사를 할 때, 상 위에 음식을 차리는 법을 의미한다. 하지만 성균관 의례부장의 인터뷰에 따르면 문헌에 근거한 것이 없는, 그냥 그럴싸한 이야기에 불과하다고 한다. 의례부장의 말에 따르면 “상다리가 휘어지는 차례상은 1960, 70년대 이후에 서로 집안 뿌리를 양반인 양 과시하려는 문화가 잘못 정착된 것”이다. 따라서 진설 역시 양반의 후손이고자 하는 현대인들이 차별화를 위해 만들어낸 가짜 규칙들의 모음이라고 생각할 수 있다. 특히, 과일을 포함한 후식은 정해진 위치와 종류가 따로 없다고 보는게 정설이다. 

## 원칙
크게 다섯 가지가 있다. 동쪽은 제관의 오른편, 서쪽은 제관의 왼편이다.
- 좌포우혜(左脯右醯) : 포는 좌편에, 식혜는 우편에 놔둔다.
- 어동육서(魚東肉西) : 어류는 동편에, 육류는 서편에 놔둔다.
- 두동미서(頭東尾西) : 생선 머리는 동편, 꼬리는 서편으로 향하게 놔둔다.
- 조율이시(棗栗梨枾) : 대추, 밤, 배, 감의 순서로 놓는다.
- 홍동백서(紅東白西) : 붉은 색깔의 과일은 동편, 하얀색 과일은 서편에 놔둔다.

## 같이 보기
- 음양오행설
- 성리학
- 제사
- 한국의 제사
- 주자가례(朱子家禮)